# Егертсвил (Њујорк)
Егертсвил (енгл. Eggertsville) насељено је место без административног статуса у америчкој савезној држави Њујорк.

## Демографија
По попису из 2010. године број становника је 15.019.
| Група             | 2000.    | 2010.          |
| Белци             | 0 (0,0%) | 11.351 (75,6%) |
| Афроамериканци    | 0 (0,0%) | 1.828 (12,2%)  |
| Азијати           | 0 (0,0%) | 1.091 (7,3%)   |
| Хиспаноамериканци | 0 (0,0%) | 429 (2,9%)     |
| Укупно            | 0        | 15.019         |